# Gisèle Pascal
Gisèle Pascal (Cannes, 17 september 1923 - Nîmes, 2 februari 2007) was een Franse actrice en voormalig geliefde van prins Reinier III van Monaco.
Pascal werd geboren als Gisèle Marie Madeleine Tallone. Hoewel ze officieel in 1923 geboren is, zijn er bronnen die claimen dat ze in 1921 geboren zou zijn. Haar eerste filmrol was in de film L'Arlésienne uit 1942.
Ze had zes jaar lang een relatie met prins Reinier, maar hun voorgenomen huwelijk werd afgeblazen toen uit medisch onderzoek bleek dat Gisèle Pascal onvruchtbaar zou zijn (later zou Pascal alsnog een kind krijgen). 
Gisèle Pascal trouwde later met acteur Raymond Pellegrin. In 1962 kregen ze een kind, Pascale Pellegrin.